# Санто Антонио
Санто Антонио (порт. Santo António) је највеће насеље на острву Принципе, Сао Томе и Принципе и било је главни град тадашње колоније од 1753. до 1852. године. Налази се на североисточној обали острва и реци Паљота. Његово становништво износи 2.620 (2012), око 35% становништва острва.
Град је познат по својој колонијалној архитектури и по црквама: цркви Госпе од Зачећа и цркви Госпе од Росарија.Град је познат и по представи Auto das Floripes коју изводе грађани.
Аеродром Принципе налази се 3 км северно од града. Нуди летове до Међународног аеродрома Сао Томе шест пута недељно на афричкој линији СТП.
Град има једини спортски објекат на острву, Estádio Regional 13 de Junho. Објекат је дом фудбалских клубова Sporting Clube do Príncipe и GD Os Operários.

## Становништво
| Година       |
| Становништво |
| ------------ |

## Партнерски градови
- Авеиро, Португалија[7]
- Фаро, Португалија[8]